# Air Leisure
Air Leisure fou una aerolínia xàrter d'Egipte. Tenia la seu al Caire i la seva base principal a l'Aeroport Internacional del Caire. Connectava ciutats asiàtiques, la majoria xineses, amb destinacions turístiques a Egipte. A agost del 2018, dos mesos abans de la suspensió de les seves operacions, la seva flota incloïa tres Airbus A330-200 que havia comprat a Emirates. Anteriorment havia operat tres Airbus A340-200.